# 충청방송
충청방송(Chungcheong Media Broadcasting)은 케이블TV사업자의 이름으로, 1997년 9월 19일 설립돼 충청남도 공주시, 보령시, 부여군, 서천군, 계룡시, 금산군, 논산시를 수신 대상 지역으로 하고 있다. 최근에는 CMB에 인수합병된 상태이다.

## 연혁
- 1997년 9월 19일 종합유선방송사업 허가(2차 SO)
- 1999년 11월 15일 시험방송 개시
- 2000년 3월 15일 개국
- 2004년 7월 13일 ‘행정수도 유치기원 콘서트’ 개최
- 2005년 2월 14일 자가인터넷 서비스 개통(금산군)
- 2006년 7월 20일 기간통신사업 허가
- 2006년 9월 8일 종합유선방송 재허가
- 2009년 4월 (주)충청방송으로 상호 변경
- 2009년 9월 종합유선방송 재허가
- 2012년 9월 18일 종합유선방송 재허가
- 2013년 7월 31일 대표이사 이인석 취임
- 2014년 2월 5일 대표이사 이한성 취임
- 2014년 3월 28일 (주)씨엠비충청방송으로 상호 변경
- 2014년 10월 23일 충청지역 최초 8VSB 서비스 개통

## 같이 보기
- CMB (방송사)